# Infinity Station Sessions
Infinity Station Sessions è i l'undicesimo EP del gruppo musicale britannico Coldplay, pubblicato il 2 dicembre 2021 dalla Parlophone.

## Descrizione
Pubblicato in esclusiva su Apple Music, il disco comprende registrazioni dal vivo di quattro brani tratti dal nono album in studio Music of the Spheres e della canzone natalizia Christmas Lights.

## Tracce
1. Higher Power – 3:29 (Guy Berryman, Jonny Buckland, Will Champion, Chris Martin, Max Martin, Federico Vindver, Denise Carite)
2. Human Heart – 3:13 (Guy Berryman, Jonny Buckland, Will Champion, Chris Martin, Max Martin, Jacob Collier, Amber Strother, Paris Strother)
3. People of the Pride – 3:36 (Guy Berryman, Jonny Buckland, Will Champion, Chris Martin, Max Martin, Bill Rahko, Derek Dixie)
4. Coloratura – 10:16 (Guy Berryman, Jonny Buckland, Will Champion, Chris Martin, Max Martin)
5. Christmas Lights – 4:04 (Guy Berryman, Jonny Buckland, Will Champion, Chris Martin)

## Formazione
- Chris Martin – voce, chitarra (traccia 3), pianoforte (tracce 4 e 5)
- Jonny Buckland – chitarra (eccetto traccia 2)
- Guy Berryman – basso (eccetto traccia 2)
- Will Champion – batteria (eccetto traccia 2), voce (traccia 4)